# SH702iS
FOMA SH702iS（フォーマ エスエイチななまるにアイエス）は、シャープによって開発された、NTTドコモの第三世代携帯電話 （FOMA）端末製品である。

## 概要
902iSベースで開発された。おまかせロックや電話帳お預かり、着もじに対応。覗き見防止機能付き液晶を採用している。
この端末のボタンは黄緑色に光る。
外部メモリーはminiSD（2GBまで：ドコモ発表）対応である。カメラ性能はCMOS約130万画素(有効画素数:約120万画素)。テレビ電話用のサブカメラはCMOS約11万画素(有効画素数:約10万画素)。
iアプリは「Gガイド番組表リモコン」、「マネーカルク」をプリインストール。

## 歴史
- 2006年5月5日：技術基準適合証明（TELEC）通過
- 2006年5月11日：電気通信端末機器審査協会（JATE）通過
- 2006年7月4日:D702iF、N702iS、P702iD、SH702iS、M702iG と共に開発を発表。
- 2006年7月21日：発売開始

## 不具合
- 2007年4月現在、NTTドコモ及びシャープより、特に報告はない。